# Општине са специјалним статусом у Алберти
Општине са специјалним статусом (енгл. Specialized municipalities) представљају посебну административну јединицу локалне самоуправе у канадској преријској провинцији Алберта. Формирају се на основу посебних захтева локалних власти у циљу интензивнијег развоја одређених заједница или из историјских разлога. Једна таква општина може да обухвата више урбаних и руралних заједница обједињених у оквирима јединствене администрације.
У Алберти тренутно постоји 5 општина са специјалним статусом. Укупна површина је 146.594 км² и на тој територији живи око 180.000 становника. 
| Општина                       | Специјални статус од | Регија                    | Површина у км² 2011. | Становника (2011) |
| ----------------------------- | -------------------- | ------------------------- | -------------------- | ----------------- |
| Општина Кроуснест Пас         | 16. јануар 2008.     | Јужна Алберта             | 373,07               | 5.565             |
| Општина Џаспер                | 20. јул 2001.        | Стеновите планине Алберте | 925,52               | 4.051             |
| Округ Макензи                 | 23. јун 1999.        | Северна Алберта           | 80.478,12            | 10.927            |
| Округ Страткона               | 1. јануар 1996.      | Велики Едмонтон           | 1.180,56             | 92.490            |
| Регионална општина Вуд Бафало | 1. април 1995.       | Северна Алберта           | 63.637,47            | 65.565            |